# إيفيكا أوسيم
إيفان أوسيم، من مواليد 6 مايو 1941 في سراييفو في يوغسلافيا، لاعب كرة قدم يوغسلافي سابق ومدرب كرة قدم بوسني حالي.
لعب مع منتخب يوغسلافيا لكرة القدم.
و قد درب منتخب يوغسلافيا لكرة القدم بين عامي 1986 و1992، ودرب منتخب اليابان لكرة القدم في 2006 حتى عام 2007.

## روابط خارجية
- إيفيكا أوسيم على موقع الاتحاد الدولي (مؤرشف)  (الإنجليزية)
- إيفيكا أوسيم على موقع الاتحاد الأوربي (الإنجليزية)
- إيفيكا أوسيم على موقع قاعدة بيانات كرة القدم.إي يو (الإنجليزية)
- إيفيكا أوسيم على موقع ناشيونال فوتبول تيمز (الإنجليزية)
- إيفيكا أوسيم على موقع Soccerway.com (الإنجليزية)
- إيفيكا أوسيم على موقع عالم كرة القدم.نت (الإنجليزية)
- إيفيكا أوسيم على موقع كووورة
- إيفيكا أوسيم على موقع أوليمبيديا (الإنجليزية)